# Leiodes lucens
Leiodes lucens är en skalbaggsart som först beskrevs av Leon Fairmaire 1855.  Leiodes lucens ingår i släktet Liodes, och familjen mycelbaggar. Arten är reproducerande i Sverige.